# Muradás
Muradás es un pueblo situado en la parroquia de Santa María de Beariz, en el municipio de Beariz, provincia de Orense, Galicia (España). En el año 2022 tenía 93 habitantes, 45 hombres y 48 mujeres.
La localidad cuenta con una pequeña cascada y un popular parque, la Carballeira de San Pedro o de Muradás.